# Катедральний собор святих апостолів Петра і Павла (Сокаль)
Катедральний собор святих Первоверховних апостолів Петра і Павла — греко-католицька культова споруда в м. Сокаль на Львівщині. Соборний храм Сокальсько-Жовківської єпархії УГКЦ.

## Історія

### Будівництво та освячення храму
На початку XX століття у Сокалі постало питання будівництва церкви, оскільки, чисельність української громади міста була чималою, але парафіяльного храму не мали. Ініціатором будівництва храму виступив сотрудник о. Олександр Зубрицький (1878—1887), котрого підтримали місцевий парох о. Миколай Роздільський (1879—1896) та парафіяни Сокаля.
Під будівництво церкви у Василя Боярського, Терези Хмельовської та Пелагії Уласевич придбано земельну ділянку при вулиці Львівській, вартість якої становила 15 тисяч крон.
Розробкою проекту церкви займався відомий львівський архітектор Василь Нагірний. Він віднайшов у архіві міста Марсель план одного з місцевих храмів, який собі узяв за зразок. Спочатку планувалося збудувати однонавовий храм, обряд посвячення котрого планувалося здійснити на свято Зіслання Святого Духа, але раптова смерть о. Ореста Чеховича перешкодила здійснити мрію сокальців. По смерті о. Чеховича, його справу продовжили о. Микола Кишкевич та отець-митрат Василь Левицький, які вирішили будувати храм тринавовим.
1 червня 1904 року розпочато копання фундаменту храму силами місцевого населення, яке тривало два тижні. 2 липня 1904 року, у день Святих Апостолів Петра і Павла, отець-митрат Василь Левицький здійснив обряд посвячення наріжного каменю, а у фундамент майбутнього храму вмуровано пляшку, де на пергаменті були вписані прізвища визначних духівників, мирян, які прилучилися до побудови церкви. Святкову проповідь виголосив о. Степан Сапрун.
А далі розпочалось кількарічне будівництво. Наприкінці 1905 року споруджено мури церкви. Будівельні матеріали безкоштовно звозилися селянами з усіх навколишніх сіл — Ількович, Скоморохів, Горбкова, Завишня, Конотопів, Поториці, Теляжа та багатьох інших. 
Металеву баню та усі три хрести виготовив Іван Комарчевський, двері та вікна виготовив Ілля Багрій, куполи міддю покрив Йосиф Полєр, частину дерев'яної  бані — Антін Шалєр. 26 червня 1906 року відбулося посвячення головного хреста на великому куполі, а 3 листопада 1907 року посвячено два інших хрести на двох менших куполах.
Довжина новозбудованого храму, що тоді став найбільшим на Сокальщині, становила 52 м, ширина — 26 м, висота — 46 м та являв собою муровану, тринавову споруду, з великою банею на круглому барабані. Класицистичний ордерний портик чільного фасаду по сторонах фланкують циліндричні у верхній частині вежі, завершені подібними меншими банями. Металеві конструкції для бань проектував видатний науковець та проєктант металевих і залізобетонних конструкцій Ян Богуцький.
1909 року цісарем Франца-Йосифа I надано особистий дозвіл на надання новозбудованій святині імені Святих Верховних Апостолів Петра і Павла.
Навесні 1909 року розпочалися внутрішні роботи у церкві. Так, краківська фірма «Каден» встановила кам'яну підлогу. Головний престіл роботи Якима Мухи, кіот різьбив Рінке, бічні престоли — Євген Смішко, хори — Ілля Багрій та Олександр Левицький, всі з Сокаля. Образ «Богородиці з дитям Ісусом на руках» та «Розпяття» малював Олександр Скруток з Перемишля.
Вхід до церкви прикрашено чотирма мармуровими колонами з фігурами святих апостолів Петра і Павла, а нагорі встановлено фігуру Христа-Спасителя, роботи відомого львівського скульптора Григорія Кузневича.
Того ж року впорядковано площу перед храмом та зведено мармурові сходи. У цей час добудували притвор з трьома дверима, а всередині встановили додатково два бічних престоли — Найсолодшому Серцю Спасителя та Святого Миколая, для яких образи Святого Миколая та Найсолодшого Серця Спасителя виконав львівський маляр П. Зінькевич. Образ святого апостола Петра, котрий знаходиться у головному престолі, подарований кардиналом Ієронімом Готті з Риму.
Загальна сума витрат на цей рік становила 240 000 крон, з них:
- повітова рада виділила для будівництва 3000 крон;
- громадські організації — 600 крон;
- австрійський цісар Франц Йосиф I, як пожертву на храм, зі своєї скарбниці виділив 4000 крон;
- парафіяни — 39000 крон;
- християнська Рада Сокаля — 55305 крон.

У місті не було жодної родини, яка б не зробила пожертви на будівництво храму, але цих грошей теж не вистачило, тому 30000 крон довелося позичати у банку.
З нагоди побудови церкви в стіну вмонтовано мармурову таблицю, на якій золотими літерами викарбувано імена усіх, хто спричинився до будівництва храму.
Під час будівництва церкви члени церковного комітету — Теодор Караван, Михайло Ганіткевич, Яким Лихограй, Антін Книш, Петро Гуз, Микола Караван, Іван Радванецький, Іван Онишко, Іван і Петро Хомицькі, Іван Кліщ, Олександр Базилевич були помічниками отця-митрата Василя Левицького.
Перед посвяченням, 29 травня 1909 року відбулося урочисте перенесення образу Святого Апостола Петра з Кристинопільського монастиря святого Юра до новозбудованого храму. Образ святого апостола Петра подарував храму Святіший Отець Папа Римський Пій X, а 13 липня 1909 року видав грамоту (на даний час безслідно втрачена) з письмовим підтвердженням Апостольського благословення на вічне уділення цьому престолу відпустів за душі, терплячі в чистилищі. Після внесення до церкви образу святого апостола Петра, старенький священик Тома Шумило відслужив акафіст до Верховних Апостолів Петра і Павла. О 5-ій годині по полудню на церковній дзвіниці вперше вдарили дзвони, вітаючи єпископа Перемиського Костянтина Чеховича, о. митрата Мирона Подолинського та о. Олександра Зубрицького, а у 7-ій годині по полудню парох із Скоморохів о. Михаїл Миколаєвич відслужив першу Вечірню. сотрудниками.
Урочисті заходи з посвячення церкви розпочалося о 7:30 ранку 30 травня 1909 року. Парафіяни та гості міста вщент заповнили приміщення новозбудованого храму і за деякими джерелами, зібралося понад 20 тисяч осіб. Після посвячення престолу та церкви єпископом Перемиським Костянтином Чеховичем розпочалася Архиєрейська Літургія, яку разом із владикою Костянтином співслужили оо. митрати Василь Левицький та Мирон Подолинський. Після читання Євангелія святкову проповідь виголосив ігумен Кристинопільського василіанського монастиря Святого Юра о. Онуфрій (Теодор) Бурдяк. Святкове богослужіння та посвячення святого храму співав Сокальський церковний хор під керівництвом диригента хору Якова Кнейчука. Після закінчення єрейський свячень Преосвященніший Костянтин призначив помічником о. Василя Левицького — пароха церкви святих апостолів Петра і Павла нововисвяченого о. Івана Кашубинського замість о. Йосифа Мариновича.
1907 року парох о. Василь Левицький при церкві святих апостолів Петра і Павла заснував «Братство Чесного Покрова Пресвятої». Богородиці. Пізніше при храмі почали діяти різні молодіжні товариства та організації, Апостольство молитви, дитяча катехитична школа; також здійснювалися ремонти, розписи, придбання церковного приладдя на кошти пастви. Тут від 1912 року правили оо. Антон Твердохліб, Омелян Гнатковський, Іван Волосянський, Григорій Кулинич та інші.
Проект внутрішнього інтер'єру церкви виготовив Петро Холодний. У 1929 році до розмалювання церкви приступили художники Юрій Магалевський, Михайло Осінчук та Павло Ковжун, іконостас та тетрапод вирізьбив Андрій Коверко, а профінансували роботи Іван та Марія Білянські, заплативши 6100 золотих. З 10 березня по 4 вересня 1935 року маляр Володимир Іванюх намалював ікони для іконостасу.

### Діяльність парафії
1931 року, єпископом Перемишльської єпархії Йосафатом Коциловським, о. Степана Ничая призначено адміністратором храму, а за чотири роки — деканом Сокальським.
Вранці, 1 листопада 1932 року над церквою піднесли синьо-жовтий прапор, що спричинило небачену тривогу в польської міліції.
12 липня 1936 року єпископ Йосафат Коциловський у супроводі 30 священиків відвідав храм. На цю подію зібралося 30 тисяч вірних, які зацікавлено споглядали на синьо–жовтий і папський прапори, очікуючи на приїзд Преосвященнішого Йосафата Коциловського. Ця урочистість відбулася з нагоди закінчення художнього розпису храму свтих апостолів Петра і Павла.
З приходом перших совітів у кінці жовтня 1939 року почалася конфіскація церковного майна, зокрема, 231 морг поля, яким володіла парафія церкви, які ще й донині не повернуто у її власність.
6 липня 1941 року біля храму стояла прикрашена національними прапорами святкова трибуна, зібралися мешканці міста на святкове Віче на честь проголошення Акта Відновлення Державності України. Парохом храму став о. Михайло Воробій, а деканом Сокальського деканату призначено о. Теодора Лопушанського.
Другий прихід совітів у 1944 році й період в історії церкви до кінця 1950-х років, пов'язаний з масовими арештами священослужителів УГКЦ та заслання їх до радянських концентраційних таборів Сибіру та Казахстану, які не оминули й родини сокальських церковників. Так, був заарештований і вивезений разом з родиною парох храму святих апостолів Петра і Павла о. Михайло Воробій. Згодом радянська влада відібрала й плебанію при вулиці Шляхетській, де мешкали священики разом зі сім'ями. Дехто з священиків помер по дорозі на заслання. Серед них парох і декан Сокаля о. Степан Ничай.
8-10 березня 1946 року було скликано Львівський псевдособор в соборі святого Юра, де було проголошено, що Українська греко-католицька церква пориває свої зв'язки з Римом і переходить до московського патріархату. Сталінсько-більшовицький уряд проголосив Українську греко-католицьку церкву поза законом. Після сумнозвісного «собору» сокальська церква Святих Апостолів Петра і Павла змушена була перейти під юрисдикцію РПЦ. Так, на усіх богослужіннях, які відбулися у храмі, священики перестали поминати Вселенського Архієрея Папу Римського Пія XII, а почали поминати Патріарха Московського і всієї Русі Алексія І. Священники, кого оминули жорна радянських репресій, намагалися в умовах підпілля продовжувати свою працю в ім'я Бога. Так, приватні помешкання священиків ставали підпільними храмами, а християни, які не відмовилися від батьківської віри під дією атеїстичної пропаганди нової влади створювали малі громади. Та все ж церква залишалася навіть деякий час єдиною і діючою у так званій прикордонній зоні № 1, обмеженій мешканцями інших територій у відвідинах. Так на довгі роки почалося нелегке життя парафії в складі РПЦ.
У 1990 році розпочався процес повернення храму в лоно УГКЦ. Так, у березні 1990 року парафіяни не впустили на сходи церкви архієпископа Кіровоградського і Олександрійського Василія Васильцева, тим самим показавши, що вони є католиками східного обряду і більше не хочуть бути поєднані з московським патріархатом. Після тривалого перебування храму під юрисдикцією РПЦ його повернуто до лона батьківської церкви і вперше Святу Літургію з поминанням Вселенського Архієрея Івана Павла II служив ієромонах ЧСВВ Мар'ян (Михайло) Чернега.
1990 року Митрополит Володимир, призначив адміністратором церкви і деканом Сокальського району о. Володимира Вітта, а також прийняв колишнього сотрудника РПЦ о. Василія Лепеха.
7 червня 1992 року, вперше після виходу УГКЦ із підпілля Преосвященніший Юліан (Вороновський), єпископ — помічник Львівської архієпархії, висвятив на священиків: Михайла Вітта, Богдана Гоя, Івана Макара, Степана Марцинковського, Михайла Ментуха і Василя Партику.
У 1993 році о. Ярослава Кащука було призначено адміністратором храму, а наступного року о. Михайла Ментуха призначено сотрудником.
З благословення правлячого Архієрея Зборівського Михаїла в церкві перебував чудотворний образ Зарваницької Матері Божої.
У серпні 1994 року у Сокалі при храмі святих апостолів Петра і Павла відбувся II з'їзд молоді Сокальщини, на якому було проголошено відновлення товариства «Апостольство молитви».
23 квітня 1995 року на Архієрейській Літургії Преосвященніший Михаїл нагородив високою церковною нагородою — митрою адміністратора о. Ярослава Кащука.
10 березня 1996 року в храмі святих апостолів Петра і Павла після Святої Літургії була відслужена панахида, в пам'ять 50-ліття Львівського псевдособору, трагічної дати в історії Української Греко–Католицької Церкви.
У 1996 році при храмі відбулися ювілейні святкування 400–ліття Берестейської унії та 350–ліття Ужгородської унії.
Від 1999 року при храмі святих апостолів Петра і Павла розпочав діяльність сокальський регіональний осередок міжнародної мережі благодійних організацій «Карітас» — благодійний фонд «Карітас–Сокаль».
2000 року було створено нову Сокальську єпархію, до якої увійшли Сокальський, Радехівський, Бродівський, Жовківський, Буський, Кам'янка–Бузький райони Львівщини, храм святих апостолів Петра і Павла у Сокалі став Катедральним собором нової єпархії. Рішення про створення нової Сокальської єпархії благословив у Римі Святіший Отець Іван Павло II. Тоді ж єпископом Сокальським іменовано єпископа Михаїла (Колтуна), 17 жовтня 2000 року о 10:30 дзвони Катедрального собору святих апостолів Петра і Павла сповістили про нову подію в історії церкви і міста.
У 2005 році, проголошеному «Роком Пресвятої Євхаристії» при Катедральному храмі святих апостолів Петра і Павла, проходив «Євхаристійний Конгрес», а 25 грудня того ж року в Катедральному храмі відбулася зустріч Вифлеємського вогню.
12 березня 2006 року духовенство сокальської Катедри та мешканці міста вшанували 60-ту річницю Львівського псевдособору 1946 року, який на довгі роки піддав вірних та духівництво Української греко-католицької церкви гонінням та переслідуванням.
19 вересня 2008 року у сокальській Катедрі вірні Сокальсько–Жовківської Єпархії УКГЦ святкували 15–ту річницю єпископської хіротонії Владики Михаїла Колтуна.
У 2009 році парафіяни святкували столітній ювілей катедрального собору святих апостолів Петра і Павла.
5 березня 2010 року до храму привезена копія Туринської Плащаниці.
Катедральний собор св. Апостолів Петра і Павла, м. Сокаль .